# Voilà !
Pour les articles homonymes, voir Voilà.
Voilà ! (Just Shoot Me!) est une série télévisée américaine, en 148 épisodes de 21 minutes, créée par Steven Levitan et diffusée entre le 4 mars 1997 et le 16 août 2003 sur le réseau NBC et sur le réseau CTV au Canada.
En France, la série a été diffusée à partir du 31 août 1998 sur Comédie en version originale sous-titrée et en version française, et au Québec à partir de février 2000 à Séries+.

## Synopsis
Après avoir perdu son emploi de journaliste à la télévision, Maya Gallo rejoint, malgré elle, le magazine féminin Blush, dirigé par son père. Sérieuse et dévouée, elle peine à imposer son intégrité journalistique au sein d'une équipe farfelue.

## Distribution
- Laura San Giacomo (VF : Élisabeth Fargeot) : Maya Gallo
- George Segal (VF : Bernard Woringer) : Jack Gallo
- Wendie Malick (VF : Évelyn Séléna) : Nina Van Horn
- Enrico Colantoni (VF : Vincent Violette) : Elliot DiMauro
- David Spade (VF : Guillaume Lebon) : Dennis Quimby Finch
- Rena Sofer : Vicki Costa (2002-2003)
- Chris Hogan : Wally (1997)
- Brian Posehn : Kevin Liotta (1999-2003)
- Rebecca Romijn-Stamos : Adrienne Louise Barker Finch (1999-2000)
- Simon Templeman : Simon Leeds (2002-2003)

## Épisodes

### Première saison (1997)
1. Maya tourne la page (Back Issues)
2. Un début remarqué (The Devil and Maya Gallo)
3. Top secrétaire (Secretary's Day)
4. Bon anniversaire Nina (Nina's Birthday)
5. Dans tes rêves (In Your Dreams)
6. Les Caramels fous (Lemon Wacky Hello)

### Deuxième saison (1997-1998)
1. L'Expérience (The Experiment)
2. L'Assistante (The Assistant)
3. Un petit ami d'âge mûr (Old Boyfriends)
4. La Cage (La Cage)
5. Le Roi Lear (King Lear Jet)
6. Mon dîner avec Woody (My Dinner with Woody)
7. Pas de fumée sans feu (Twice Burned)
8. Charité bien ordonnée (Sweet Charity)
9. Doux Jésus, c'est Noël ! (Jesus, It's Christmas)
10. Elliott face à son passé (Elliott the Geek)
11. D'égouts et des couleurs (Sewer!)
12. En compagnie de Maya _ Qui s'y frotte… (In the Company of Maya)
13. Passe-moi le sel ! (Pass the Salt)
14. Le Pèlerinage (The Walk)
15. Nina dans la cantina (Nina in the Cantina)
16. Études or not études (College or Collagen)
17. Petit petit bikini (Nina's Bikini)
18. Le Baiser (The Kiss)
19. Frère courage - Le brave Finch (Bravefinch)
20. Le Vieil associé de Jack (Jack's Old Partner)
21. Embuscade _ Guet-apens (Amblushed)
22. Les habits neufs de l'empereur (The Emperor)
23. Au secours ! (Rescue Me)
24. La Veille de la destruction (Eve of Destruction)
25. Guerre et bassesse (War and Sleaze)

### Troisième saison (1998-1999)
1. L'Œil était dans la peluche (What the Teddy Bear Saw)
2. Le steamed (Steamed)
3. Déguisons-nous (The Mask)
4. Maya la comique (Funny Girl)
5. Deux filles ensemble (Two Girls for Every Boy)
6. L'Intrigante (The Withholder)
7. Le Marionnettiste (Puppetmaster)
8. La Liste (The List)
9. Comment Nina a retrouvé la pêche (How Nina Got Her Groove Back)
10. Le Noël volé de Finch (How the Finch Stole Christmas)
11. Long à la détente (Slow Donnie)
12. Salut l'artiste (A Spy in the House of Me)
13. Franchise et mensonge (Lies & Dolls)
14. Nina tombe Red - 1re partie (Nina Sees Red - Part 1)
15. Nina tombe Red - 2e partie (Nina Sees Red - Part 2)
16. Qui a tué Monsieur Gladstone ? (Hostess to Murder)
17. Inversion (Toy Story)
18. Miss courrier du cœur (Miss Pretty)
19. Les Photos de nu de Maya (Maya's Nude Photos)
20. Le Trophée est attribué à... (And the Femmy Goes To…)
21. Le Match (Softball)
22. Le Gars de la marine (Shaking Private Trainer)
23. Le Choix de Nina (Nina's Choice)
24. Un étrange couple - 1re partie (The Odd Couple - Part 1)
25. Un étrange couple - 2e partie (The Odd Couple - Part 2)

### Quatrième saison (1999-2000)
1. Un heureux divorce (A Divorce to Remember)
2. Le Jour où Nina a rencontré Elliott (When Nina Met Elliott)
3. Photographe maître chanteur (Blackmail Photographer)
4. Finch voit double (Finch Gets Dick)
5. Maman chérie (Jack Vents)
6. Allo moi, moi, moi (Hello Goodbye)
7. Intérêts désintéressés (An Axe to Grind)
8. Premier rendez-vous (First Date)
9. Vol nuptial (Love is in the Air)
10. Jack la terreur (Jack Gets Tough)
11. Amour sur ordonnance (Prescription for Love)
12. La Mère d'Elliott (When Nina Met Elliott's Mother)
13. Acharnement thérapeutique (Dial 'N' for Murder)
14. En voiture pour le paradis - 1re partie (Paradise by the Dashboard Light)
15. Petits secrets entre amis - 2e partie (Tea & Secrecy)
16. Le Pirate de l'amour (The Pirate of Love)
17. Je swingue, tu swingues, nous swinguons (With Thee I Swing)
18. Black Jack (Blackjack)
19. Vice et vertu (Blinded by the Right)
20. Nuit torride à Paris (Hot Nights in Paris)
21. Nina rencontre ses parents (When Nina Met Her Parents)
22. La Blonde qui glisse (Finch on Ice)
23. Les Neuf vies de Nina (A&E Biography: Nina Van Horn)
24. L'Élève Finch (Fast Times at Finchmont High)

### Cinquième saison (2000-2001)
1. Fiche le camp, Jack (Hit the Road, Jack)
2. Une soirée au Plaza (A Night at the Plaza)
3. Serial maman (Mum's the Word)
4. Le Retour de Donnie (Donnie Returns)
5. Au top du top (Choosing to Be Super)
6. Brandi, une chouette copine (Brandi, You're a Fine Girl)
7. Dîner de fête (The First Thanksgiving)
8. La Vengeance de Jack (Slamming Jack)
9. Un après-midi de chien (Dog Day Afternoon)
10. Finch et le monstre de la boxe (Finch and the Fighter)
11. La Cochonne à cadeau (The Gift Piggy)
12. La Demande en mariage - 1re partie (The Proposal - Part 1)
13. La Demande en mariage - 2e partie (The Proposal - Part 2)
14. Ventes aux enchères (The Auction)
15. Le Magicien (Maya's and Tigers and Deans, Oh My)
16. Le Petit amoureux de Nina (Sid & Nina)
17. Le Fils illégitime (Where's Poppa?)
18. La Petite sœur et le mauvais coucheur (Erlene and Boo)
19. Maman Finch (Fanny Finch)
20. Le Chéri de ces dames (Sugar Momma)
21. Maya se libère (Maya Stops Thinking)
22. Allie frappe encore (At Long Last Allie)

### Sixième saison (2001-2002)
1. Partir, revenir (Finch in the Dogg House)
2. Pâtisserie et sosie - 1re partie (The Two Faces of Finch - Part 1)
3. L'Augmentation - 2e partie (The Two Faces of Finch - Part 2)
4. Bennie oui oui (Bye Bye Binnie)
5. Maya contre Amy (Maya Judging Amy)
6. Finch drague Amy (Finch Chasing Amy)
7. Espoirs déçus (The Impossible Dream)
8. Les Riches et les envieux (The Haves and the Have-Mores)
9. Confidences d'une star (Christmas? Christmas!)
10. Descendance assurée (Nina Van Mom)
11. Grand-mère Nina (Nina Van Grandma)
12. Au-devant de la scène (Liotta? Liotta!)
13. Fille au pair (About a Boy)
14. Voisins et amis (Friends and Neighbors)
15. Ambition aveugle (Blind Ambition)
16. Une tête bien faite (A Beautiful Mind)
17. L'Éducation de Finch (Educating Finch)
18. Le Livre de Jack (The Book of Jack)
19. Blush sous thérapie (Blush Gets Some Therapy)
20. La Maison en cendres (The Burning House)
21. La Mauvaise grand-mère (The Bad Grandma)
22. Finch fait du rock'n'roll (The Boys in the Band)

### Septième saison (2002-2003)
1. La Surprise du chef (Guess Who's Coming to Blush)
2. Jaloux comme un pou (Mr Jealousy)
3. Rock and roll attitude (Nina and the Rocker)
4. Tombez les masques (Halloween? Halloween!)
5. À la recherche de l'âme sœur (Da Sister Who Loved DiMauro)
6. Une relation brûlante (That Burning Passion)
7. Rime à rien (The Write Stuff)
8. Ruse et machination (It's Raining Babies)
9. Retour de flamme (Watch Your Backdraft)
10. Rêve d'adolescent (Pictures of Lily)
11. Mauvaise blague (The Comedy Stylings of Rivers & Red)
12. Portraits crachés (The Talented Mr. Finch)
13. Allison, c'est ma copine à moi (There's Something About Allison)
14. Fusion fictive (Rivals in Romance)
15. Preuve d'amour (A Simple Kiss of Fate)
16. Trop beau pour être vrai (Donnie Redeemed)
17. Couple modèle (My Fair Finchy)
18. Échanges de bons procédés (Son of a Preacher Man)
19. La dernière tentation d'Elliott (The Last Temptation of Elliott)
20. Pour le meilleur et pour le pire (For the Last Time, I Do)
21. Dernier numéro (Future Issues)
22. Bilan de compétences (Evaluate This!)
23. Elle s'en va (The Goodbye Girl)
24. Des amis bien intentionnés (Strange Bedfellows)

## Commentaires
Lors de la septième saison, NBC interrompt la diffusion à la mi-janvier 2003, et prévoir son retour le 22 avril avec deux épisodes par semaine. Par contre le 24 avril, NBC retire la série de l'horaire. Les épisodes suivants sont finalement diffusés les samedis du 12 juillet au 16 août, laissant les trois derniers épisodes inédits, qui seront finalement diffusés en syndication en novembre.